# L'Électrodynamique et la théorie des quanta

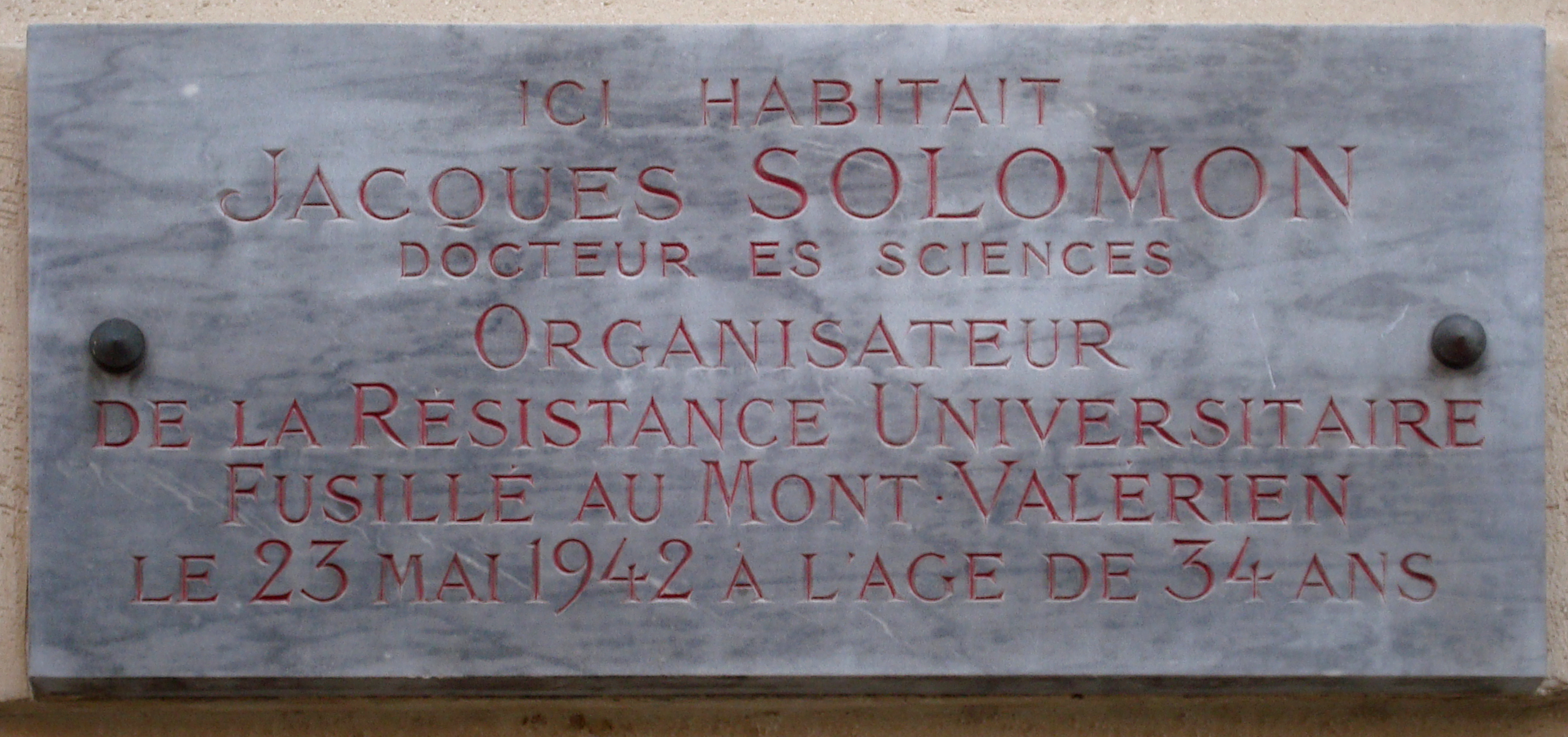
Plaque en hommage à Jacques Solomon, rue Vauquelin, à Paris.

L'Électrodynamique et la théorie des quanta est le titre de la thèse de doctorat soutenue par Jacques Solomon en 1931 pour obtenir le grade de docteur ès sciences physiques. 

## Présentation
Elle a été publiée par Marcel Brillouin, Jean Perrin et Aimé Cotton. Le but de ce travail était de perfectionner la théorie quantique du champ électromagnétique dans le cadre de la théorie quantique des champs. Jacques Solomon a joué un rôle important dans les débats autour de la mécanique quantique en France dans les années trente et quarante. La thèse a été dirigée par Léon Brillouin. Dans le cadre de cette thèse, il rencontre Niels Bohr et Léon Rosenfeld, membres de l'école de Copenhague. Cette thèse se distingue par une présentation particulièrement claire et détaillée de la théorie de Wolfgang Pauli et Werner Heisenberg, s'affranchissant de la lourdeur mathématique présente dans leur article de 1929. Elle présente également cette théorie sous une forme plus générale et abstraite ne dépendant pas de la nature physique du champ, préfigurant la préoccupation qui allait se développer de vouloir unifier le champ électromagnétique et le champ gravitationnel. Elle a été publiée en 1931 par les Éditions Masson.